# DUSTWUN
DUSTWUN ist eine angewandte Abkürzung (duty status – whereabouts unknown) des US-Verteidigungsministeriums. Sie bezeichnet den Verbleibstatus eines Militärangehörigen, ähnlich dem Verschollenheitsgesetz. Der Status DUSTWUN kommt dem Militärjargon MIA (Missing in Action) gleich, mit dem Unterschied, dass ein Vermisster maximal für 10 Tage in dieser Konstellation verbleibt.